# Bahía Darbel
La bahía o fiordo Darbel, también conocida como bahía Marín Darbel, es una bahía de unos 50 km de ancho, que se adentra en la costa oeste de la Tierra de Graham, entre las penínsulas Stresher y Pernik. Está situada entre el cabo Bellue al noroeste y el cabo Rey al sureste. Los hielos Widmark y los glaciares Cardell, Erskine, Hopkins, Drummond, Widdowson, McCance, Solun y Škorpil alimentan las aguas de la bahía.
Fue descubierta y cartografiada grosso modo por la Cuarta Expedición Antártica Francesa (1908-1910) bajo el mando de Jean-Baptiste Charcot, quien bautizó la bahía con el nombre de bahía Marin Darbel. Fue cartografiada posteriormente en 1931 por personal de Investigaciones Discovery a bordo del RRS Discovery II y por la Expedición Británica a la Tierra de Graham (1934-1937) bajo la dirección de John Rymill.